# Resolució 2091 del Consell de Seguretat de les Nacions Unides
La Resolució 2091 del Consell de Seguretat de les Nacions Unides fou adoptada per unanimitat el 13 de febrer de 2013. El Consell va ampliar un any el mandat del grup d'experts nomenat el 2005 que supervisava l'embargament d'armes contra els que impedien la pau al Darfur fins al 17 de febrer de 2014.
El Consell temia que el govern sudanès utilitzés indirectament la violació de l'embargament d'armes per interrompre el procés de pau, cosa que el govern sudanès va negar. Per això va demanar a les autoritats sudaneses que eliminessin els obstacles burocràtics contra el panell. També va demanar sancions contra els qui plantejaren atacs contra el personal de l'UNAMID.